# オベルカンフ駅
オベルカンフ駅 (オベルカンフえき、仏： Oberkampf) は、フランス・パリの11区にあるメトロ (地下鉄) の駅。5号線と9号線を利用することができる。

## 概要
オベルカンフ駅は、パリの地下鉄メトロの駅。5号線と9号線が利用可能である。パリ東部にある11区の北西部にあり、ヴォルテール大通り沿いに位置している。
1907年1月15日、5号線の駅として開業した。1933年12月10日、9号線が東へ延伸した際に、そのホームが開設された。
駅名は、付近を通るオベルカンフ通りにちなんで名付けられた。なお、同通りの名は、ドイツ出身の印刷業者クリストフ=フィリップ・オベルカンフ（Christophe-Philippe Oberkampf）にちなむ。

## 駅周辺
- シルク・ディヴェール （Cirque d'Hiver） - 「冬のサーカス」という名前のサーカスの劇場。

## 隣の駅
パリメトロ
■5号線
レピュブリック駅 （République） - オベルカンフ駅 - リシャール・ルノワール駅 （Richard-Lenoir）
■9号線
レピュブリック駅 （République） - オベルカンフ駅 - サンタンブロワーズ駅 （Saint-Ambroise）